# Маргерита Фарнезе
Вижте пояснителната страница за други личности с името Маргерита Фарнезе.
Маргерита Фарнезе (на италиански: Margherita Farnese, * 7 ноември 1567, Парма, Херцогство Парма и Пиаченца, † 13 април 1643, Пиаченца, пак там) от рода Фарнезе е италианска аристократка и игуменка в Парма.

## Произход
Тя е дъщеря на великия кондотиер Алесандро Фарнезе (* 1545, † 1592), херцог на Парма и Пиаченца, херцог на Кастро, и на съпругата му инфанта Мария д’Авис (* 1538, † 1577). Има двама братя:
- Ранучо I (* 1569; † 1622), херцог на Парма и Пиаченца, съпруг на Маргерита Алдобрандини;
- Одоардо (* 1573; † 1626), кардинал

Тя носи името от баба си по бащина линия Маргарита Австрийска, извънбрачна дъщеря на император Карл V.

## Биография
На 2 март 1581 г. в Пиаченца тя се омъжва за Винченцо I Гонзага, бъдещ херцог на Мантуа, син на Гулиелмо Гонзага и Елеонора Австрийска. Политическата цел зад брака вероятно е да се създаде антифлорентински съюз между Гонзага и Фарнезе. Бракът със сигурност преодолява старото съперничество между двете семейства, датиращо от времето, когато през 1547 г. Феранте I Гонзага организира заговор срещу Пиер Луиджи Фарнезе Млади, първият херцог на Парма и Пиаченца. Младоженците влизат тържествено в Мантуа на 30 април 1581 г. Заради физическа малформация обаче Маргарита не успява да консумира брака. Поради това той е отменен на 26 май 1583 г. Маргарита е придружена обратно в Парма от брат си Ранучо I Фарнезе година след сватбата.
След 1616 г. помага за завършването на строителството на църквата „Свети Гервазий и Протазий“ (сега църква „Сантисима Анунциата“ в Парма).
Поради факта, че не може да ражда, тя е принудена да се оттегли в манастир и да положи обета си. След това тя става бенедиктинска монахиня в манастира „Свети Павел“ в Парма с името сестра Маура Лучения. После е игуменка на „Свети Александър“ в Парма, където умира на 75 г. през 1643 г. и където е погребана. През 1853 г. Шарл III дьо Бурбон-Парма пренася останките ѝ в базиликата „Санта Мария дела Стеката“.